# Achaea albifimbria
Achaea albifimbria  là một loài bướm đêm thuộc họ Erebidae. Nó được tìm thấy ở Châu Phi, bao gồm Gabon.